# Ivan Tors
Ivan Tors, né Törzs Iván le 12 juin 1916 à Budapest et mort le 4 juin 1983 dans le Mato Grosso au Brésil, est un auteur, scénariste et producteur hongrois.

## Biographie
Il a écrit plusieurs pièces en Hongrie avant d'immigrer aux États-Unis avant la Seconde Guerre mondiale. Dans les années 1950, il a travaillé sur de nombreux films de science-fiction. Il est surtout connu pour avoir produit dans les années soixante des séries télévisées animalières destinées à la jeunesse, telles que Remous, Flipper le dauphin, Daktari ou Mon ami Ben.
Il a été marié à l'actrice Constance Dowling de 1955 à 1969.